# Srđan Jovanović

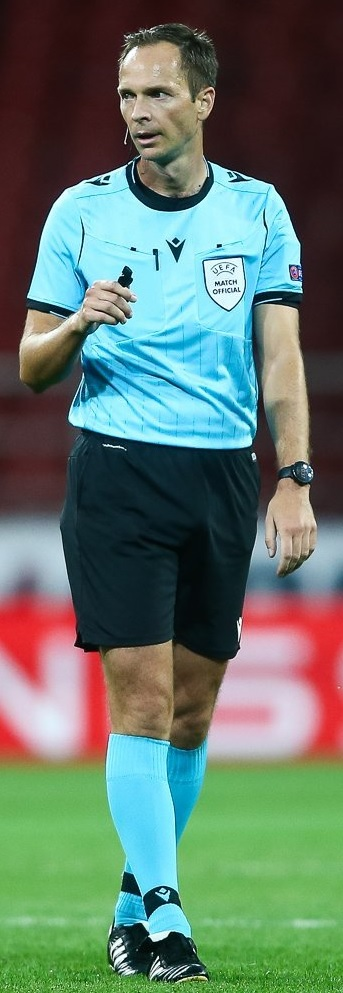
Srđan Jovanović, 2021

Srđan Jovanović (serbisch-kyrillisch Срђан Јовановић; * 9. April 1986 in Belgrad, Sozialistische Republik Serbien, SFR Jugoslawien) ist ein serbischer Fußballschiedsrichter. Seit 2015 steht er auf der FIFA-Liste.

## Werdegang
Jovanović wurde im Stadtteil Kaluđerica der damaligen jugoslawischen Hauptstadt Belgrad geboren. 2011 gab er sein Debüt in der Prva Liga, Serbiens zweiter Liga. Nach drei Spielzeiten wurde er zur Saison 2014/15 in den Schiedsrichterkader der höchsten serbischen Spielklasse, der SuperLiga aufgenommen und gab im August 2014 sein Erstligadebüt. Zu den bisherigen Höhepunkten seiner nationaler Karriere gehört die zweimalige Leitung des „Ewigen Derbys“ zwischen den Belgrader Stadtrivalen Roter Stern und Partizan, zuletzt im Finale um den Serbischen Fußballpokal 2020/21.
Weniger als ein halbes Jahr nach seinem Erstligadebüt erfolgte Jovanovićs Aufnahme auf die FIFA-Liste, die zur Leitung internationaler Partien berechtigt. Sein internationales Debüt feierte er im März 2015 bei einem Qualifikationsspiel zwischen den U-17 Nationalmannschaften Polens und Belarus’. Im gleichen Jahr folgte auch sein erster Einsatz in einem internationalen Vereinswettbewerb als er eine Begegnung der 1. Qualifikationsrunde zur UEFA Europa League 2015/16 zwischen Apollon Limassol und Saxan Ceadîr-Lunga leitete. Sein erstes A-Länderspiel pfiff er im August 2017 mit der WM-Qualifikationspartie zwischen Portugal und den Faröer-Inseln.
Jovanović wurde sowohl für die U-19-Fußball-Europameisterschaft 2017 in Georgien als auch für die U-21-Fußball-Europameisterschaft 2019 in Italien und San Marino nominiert und bei beiden Turnieren mit der Leitung des Endspiels betraut. Zudem leitete er drei Spiele bei der U-17-Fußball-Weltmeisterschaft 2019 in Brasilien.
Für die Fußball-Europameisterschaft 2021 wurde er als einer von sechs Support Match Officials nominiert und kam bei mehreren Partien als Vierter Offizieller zum Einsatz. Im selben Jahr wurde er gemeinsam mit seinen Assistenten Uroš Stojković und Milan Mihajlović für das olympische Fußballturnier 2021 in Tokio nominiert und kam dort zu einer Spielleitung in der Gruppenphase.
Zur zweiten Hälfte der Saison 2021/22 stieg Jovanović in die Kategorie der UEFA-Elite-Schiedsrichter auf.

## Einsatz beim olympischen Fußballturnier 2021
| Phase        | Datum         | Spielort | Heimmannschaft | Gastmannschaft | Ergebnis  |
| ------------ | ------------- | -------- | -------------- | -------------- | --------- |
| Gruppenphase | 22. Juli 2021 | Sapporo  | Argentinien    | Australien     | 0:2 (0:1) |